# 厄尔士山脉

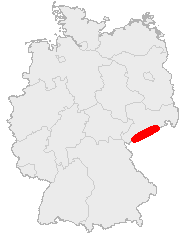
厄爾士山脈在德國的相關位置

厄尔士山脉（德語：Erzgebirge，發音：[ˈeːɐtsɡəˌbɪʁɡə] ⓘ 或 [ˈɛʁts-] ⓘ，意为“矿山”），捷克语称为克鲁什内山脉（捷克語：Krušné hory，含义亦为“矿山”），是德国和捷克边境的一条山脉，东为苏台德山脉，西伸入巴伐利亚，为奧得河和易北河的分水岭。主峰为捷克境内的克利诺韦茨山（Klínovec），海拔1244米，德国境内最高点为菲希特尔山（Fichtelberg），高1214米。该山脉德国侧平缓，而捷克侧较险峻。此山脈因盛产各种金属矿产和高岭土而闻名。

## 地貌

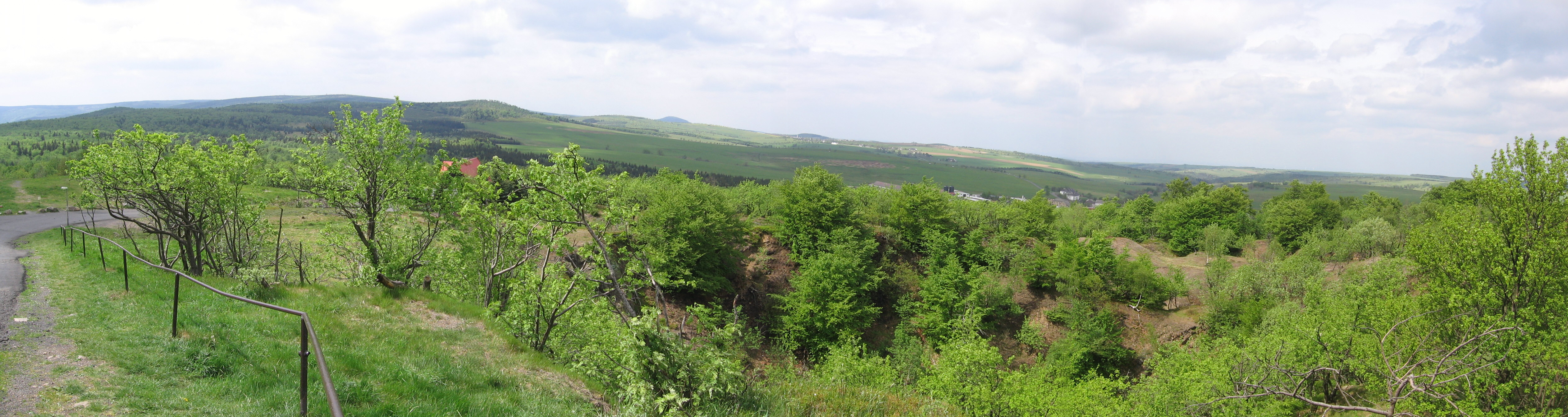
从厄尔士山脉东麓的穆肯峰（Mückentürmchen）向西望。图左侧是向埃格尔谷Egergraben）的陡峭下坡，图右是比较平缓的北坡（Nordabdachung）

在地球歷史上厄尔士山脉属于华力西造山运动（variszische Orogenese）形成的山脉。它被一系列河谷中断，这些河流向南注入奥赫热河或者向北注入穆尔德河，也有些直接注入易北河。它的形成是由于一个断层的一侧上升而导致的。在德国的这一侧它上升平缓，在捷克的一侧则迅速下降。这个地貌尤其在钦林（Zinnwald）以东的穆肯峰（Komáří vížka，高度海拔807米）非常明显。这个地方位于捷克境内，正好在断层滑开的地方。在厄尔士山脉的北边，在开姆尼茨以西和茨维考附近，是厄尔士山脉盆地。这里有烟煤储藏和开采。在德累斯顿西南还有一个小一些的有烟煤矿的盆地，这是厄尔士山脉向易北河河谷区过渡的地方。
厄尔士山脉可以说是地球上地质学研究得最好的山脉之一。
厄尔士山脉重要的岩石西部有片岩、千枚岩和花崗岩，普莱希韦茨山（Plešivec）、沙伊本山（Scheibenberg）、贝伦施泰因山（Bärenstein）、珀尔山（Pöhlberg）和盖辛山（Geisingberg）上的玄武岩以及东部的片麻岩和斑岩。土壤以营养流失快的岩屑为主。在西部和中部这些岩屑主要是花岗岩风化形成的。千枚岩风化形成粘泥。而东部的片麻岩风化则形成比较轻的土壤。森林在花岗岩和斑岩上造成了一层土壤，在片麻岩上过去有种植亚麻，后来则能够一直到高处种植裸麥、燕麥和马铃薯。今天主要的土地使用是牧场。山上也往往可以看到近乎自然的草地。

## 地形

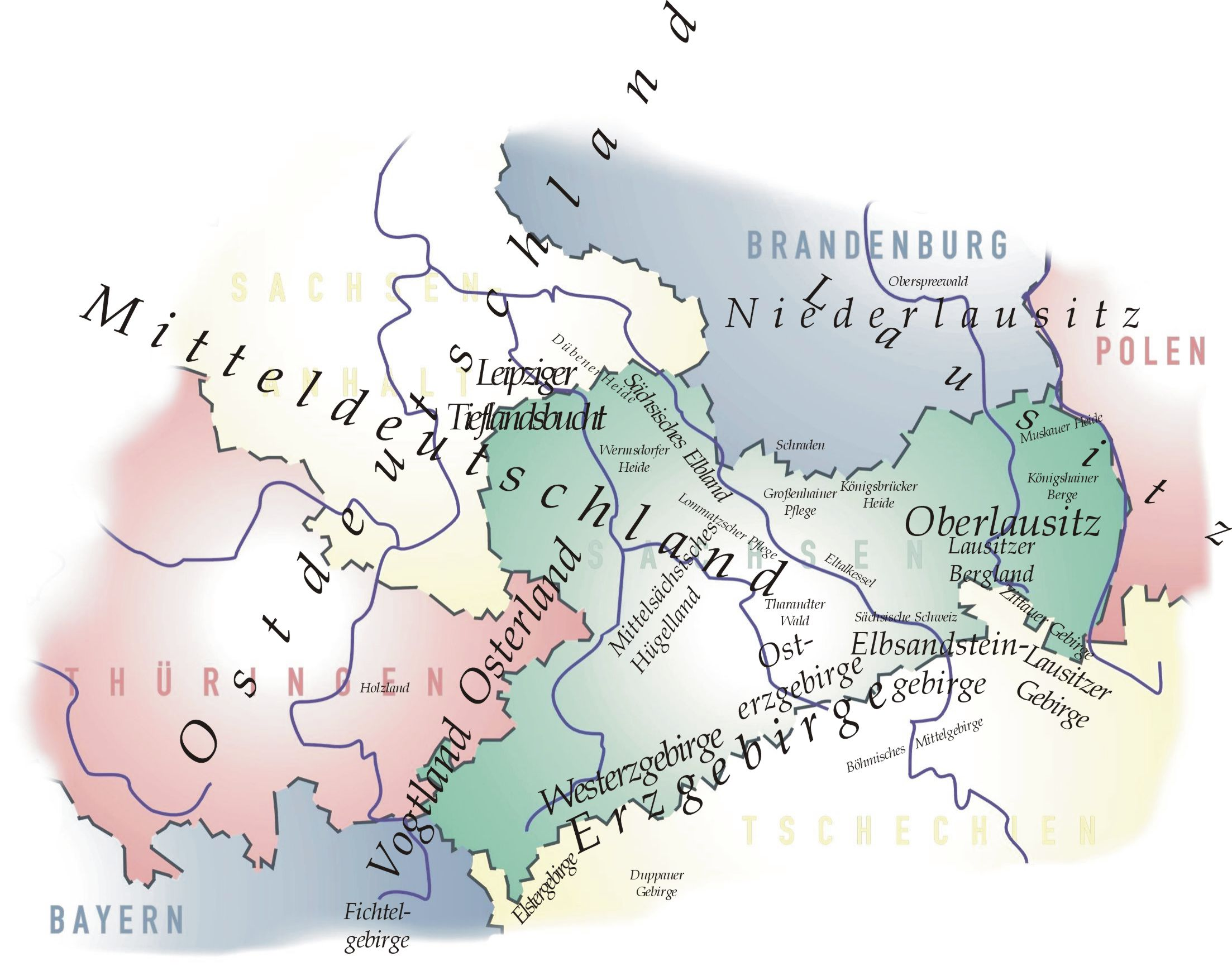
厄尔士山脉及其邻近的地形

厄尔士山脉约150千米长，平均约40千米宽。向东与易北河砂岩山脉（Elbsandsteingebirge）相接，向西与埃尔斯特山脉（Elstergebirge）和萨克森州的福格特兰地区（Vogtland）部分隔斯瓦塔瓦河（Zwota）相望。东厄尔士山脉以南是北波西米亚盆地，其对面是波西米亚中部山脉。西厄尔士山脉以南是奥赫热河和度波夫山脉（Doupovské hory）。向北厄尔士山脉的边界不很明确，因为它的下降非常平缓。从地质学上来看它的边界远远地位于科尔姆山（Collmberg），从地形上来说它很难定义，因为在这个方向上没有明确的特征来分解。茨维考和开姆尼茨之间的这个过渡阶段因此也被称为厄尔士山脉前麓（Erzgebirgsvorland）。在弗赖塔尔和皮尔纳之前东厄尔士山脉的这个过渡地区也被称为德累斯顿厄尔士山脉前麓。在地质上德累斯顿市南郊的温德山（Windberg）和卡尔斯多夫断层也还属于厄尔士山脉。东厄尔士山脉的谷地甚至穿透这个断层。
从地貌学的角度上厄尔士山脉被分东西两部分，其分界线是弗勒阿河（Flöha）。东厄尔士山脉的特征是面积比较大的、逐渐上升的高原，西厄尔士山脉的高度比较高，而其高地则比较小，而且往往被方向不断改变的河谷分割开来。少数地质学家把西厄尔士山脉又分为西厄尔士山脉和中厄尔士山脉两个部分，其分界线为施瓦岑山（Schwarzenberg）边的施瓦茨瓦瑟河（Schwarzwasser）河谷以及奧厄附近的茨维考盆地。厄尔士山脉的山脊是由一系列高地和单独的山峰组成的。
厄尔士山脉属于欧洲中部山脉，它可以被看作是波西米亚山岳的一部分，这个山岳还包括上普法尔茨森林（Oberpfälzer Wald）、波西米亚森林（Böhmerwald）、巴伐利亚森林（Bayerischem Wald）、卢萨蒂亚山脉（Lausitzer Gebirge）、伊瑟山脉（Isergebirge）、里森山脉（Riesengebirge）和波西米亚中部山脉（innerböhmischen Gebirgen）。同时它也可以与上普法尔茨森林、波西米亚森林、巴伐利亚森林、菲希特尔山脉、弗兰肯森林（Frankenwald）、图林根片岩山脉（Thüringer Schiefergebirge）和图林根森林（Thüringer Wald）合在一起组成一个三叉的山脉系统。这个山脉系统虽然没有自己的名称，但是其气候非常类似。
传统上茨维考还属于厄尔士山脉，而开姆尼茨则被看作在其范围以外。但是弗赖贝格又算是厄尔士山脉了。从德累斯顿和易北河河谷向北它逐渐过渡到萨克森丘陵和萨克森易北河平原。这个过渡区在传统上边界非常不明确。

### 重要山峰

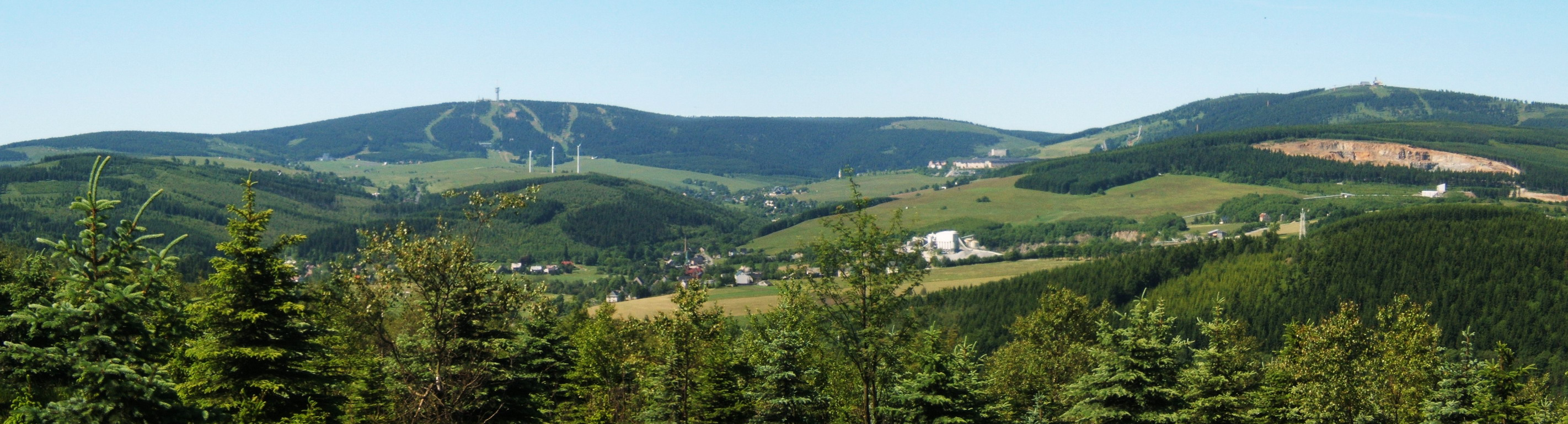
菲希特尔峰-克利诺韦茨峰山岳

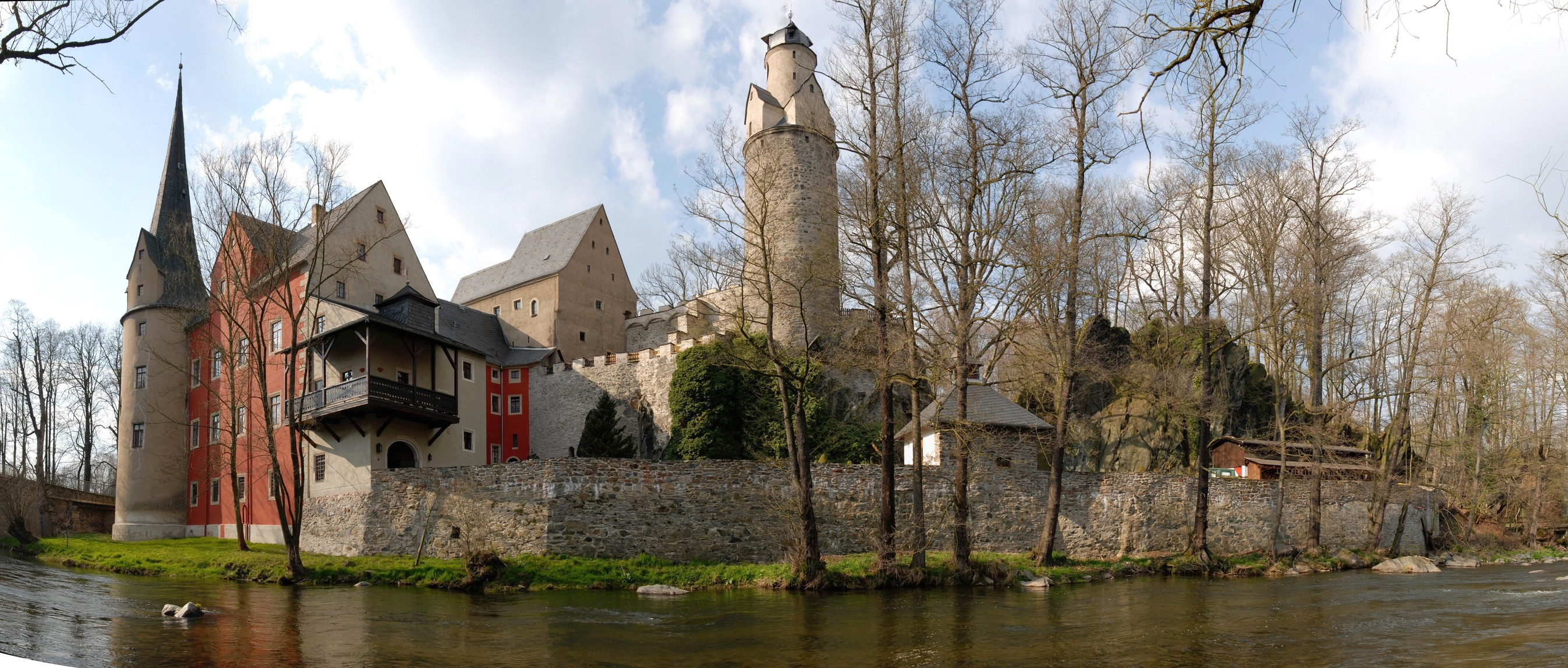
位于茨维考盆地的斯坦堡

厄尔士山脉有约30座高于1000米的高处，但是并非所有这些高处均是险峻的山峰。大多数这些山峰在菲希特尔峰和克利诺韦茨峰附近，其中约三分之一位于萨克森境内。
- 克利诺韦茨山，1244米，厄尔士山脉的最高峰
- 菲希特尔山，1215米，萨克森的最高点
- ，1115米
- ，1094米
- ，1043米
- （铁山），1028米
- ，1028米
- （奥尔斯山），1019米
- ，1003米
- ，1001米

### 重要河流
从西向东：
- 茨沃塔河（Zwota）
- 羅拉瓦河（Rolava）
- 茨维考盆地
  - 施瓦茨瓦瑟河（Schwarzwasser）
  - 开姆尼茨河
- 弗赖贝格盆地
  - 乔保河
    - 弗勒阿河（Flöha）
- 和河

## 气候

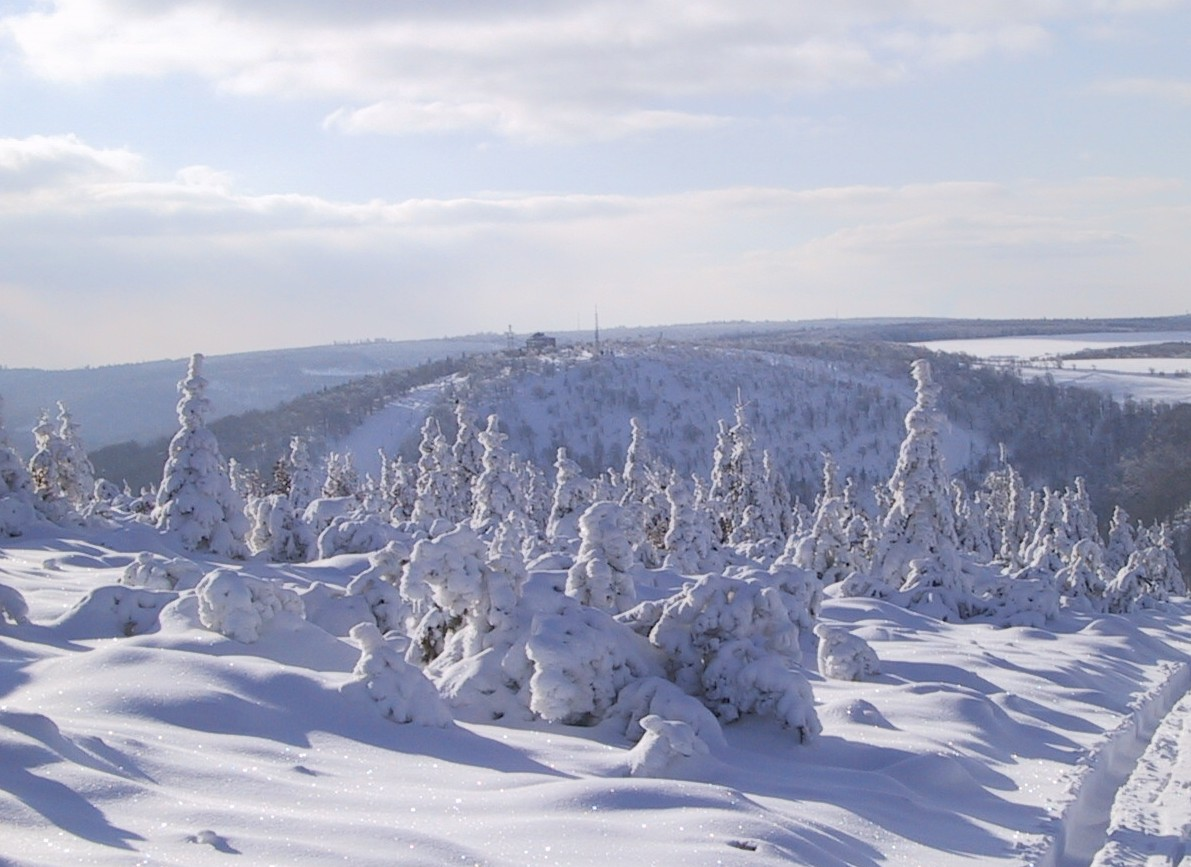
冬季的Bouřňák峰

厄尔士山脉的气候很冷。气温终年比低地要低，夏季也明显地短，而且往往有比较冷的天。年平均气温在摄氏三至五度之间。在922米高的上维森塔尔每年仅有140天没有冰冻。按照过去的报道在过去的几个世纪中高处的气温比今天还要低。老报道称冬季圈内的牲畜被冻死，或者四月份降大量的雪，把房屋都封住了，居民往往与外界失去联系。因此厄尔士山脉的高处过去也被称为“萨克森的西伯利亚”。
由于从西北向东南方向缓慢上升，因此在西风或者西北风时一直到1100米的高处形成的降水量可以比低地高一倍，其中大多数的降水是雪。在大多数年份里到四月山上均有冰雪覆盖。厄尔士山脉的山脊是德国中部山区雪量最稳定的地区。在特殊的南风情况下也会出现焚风，在这里被称为波西米亚风。
由于这个气候条件以及降雪量，在德国与捷克边境在900米高处有一个欧洲山松森林。在阿尔卑斯山脉相应的松林要在1600至1800米的高处才有。

## 自然
西厄尔士山脉的高处是一个自然保护区，东厄尔士山脉是一个风景保护区。此外还有小面积地区受到国家自然保护。
自从中世纪有人开始在厄尔士山脉定居开始这里的自然被改变了许多。尤其是过去茂密的森林被砍掉来为矿山和冶炼厂提供大量的木头。此外许多新产生的居民点和农业也需要地方。但是矿山造成的矿渣堆、设备、沟等对当地的风景影响最大，对动植物的生活空间也有直接的影响。由于矿山的污染在19世纪就已经有地区性的森林梢枯病爆发。20世纪里由于现代工业的影响，尤其是捷克的褐煤发电厂导致的污染使得一些山脊上气候尤其恶劣的地方的森林完全消失了。近年来人们开始回转过去松树单一栽培，而开始重新种植针阔叶混合林。它们对气候和虫灾的抵抗力比较强。
人类的活动在厄尔士山脉也产生了独一无二的文化景观。这里也有许多典型的和值得保护的生态环境，其中包括稀少的山间草地、沼泽草地和岩石景致。许多过去的矿山今天也成为动植物的生活空间。在西厄尔士山脉还有许多大面积连接在一起的森林，这些被林业使用的森林一直延伸到高处。比如厄尔士山脉自然公园61%的面积是森林。这里还有多个由雨水造成的沼泽。许多这些保护区内有珍奇的物种如石松、珠芽百合、多种龙胆和兰花、花头鸺鹠、翠鸟和淡水珍珠贝等。在高处还有高山物种，它们最邻近的产地只有在利森山脉和阿尔卑斯山脉才有。近年来通过改善其生活环境一些已经被排挤的物种如雕鸮和黑鹳也在厄尔士山脉重新定居。
厄尔士山脉的典型树种是欧洲花楸。

## 历史

### 词源
数世纪来厄尔士山脉有过多个名称。9世纪它被称为或。两个世纪后1004年梅泽堡主教和史学家使用这个名字。12世纪出现了（波希米亚森林）这个名称。今天这个名称被用来成语捷克西南的山脉。
16世纪在当地发现了大量矿床后厄尔士山脉才获得了它今天的名称。1589年厄尔士山脉这个名称首次出现。17世纪初还短时期有人使用迈森山脉这个名称。25年它又获得了捷克语名称。今天它的捷克名称是，意为“难行的山”。

### 经济史

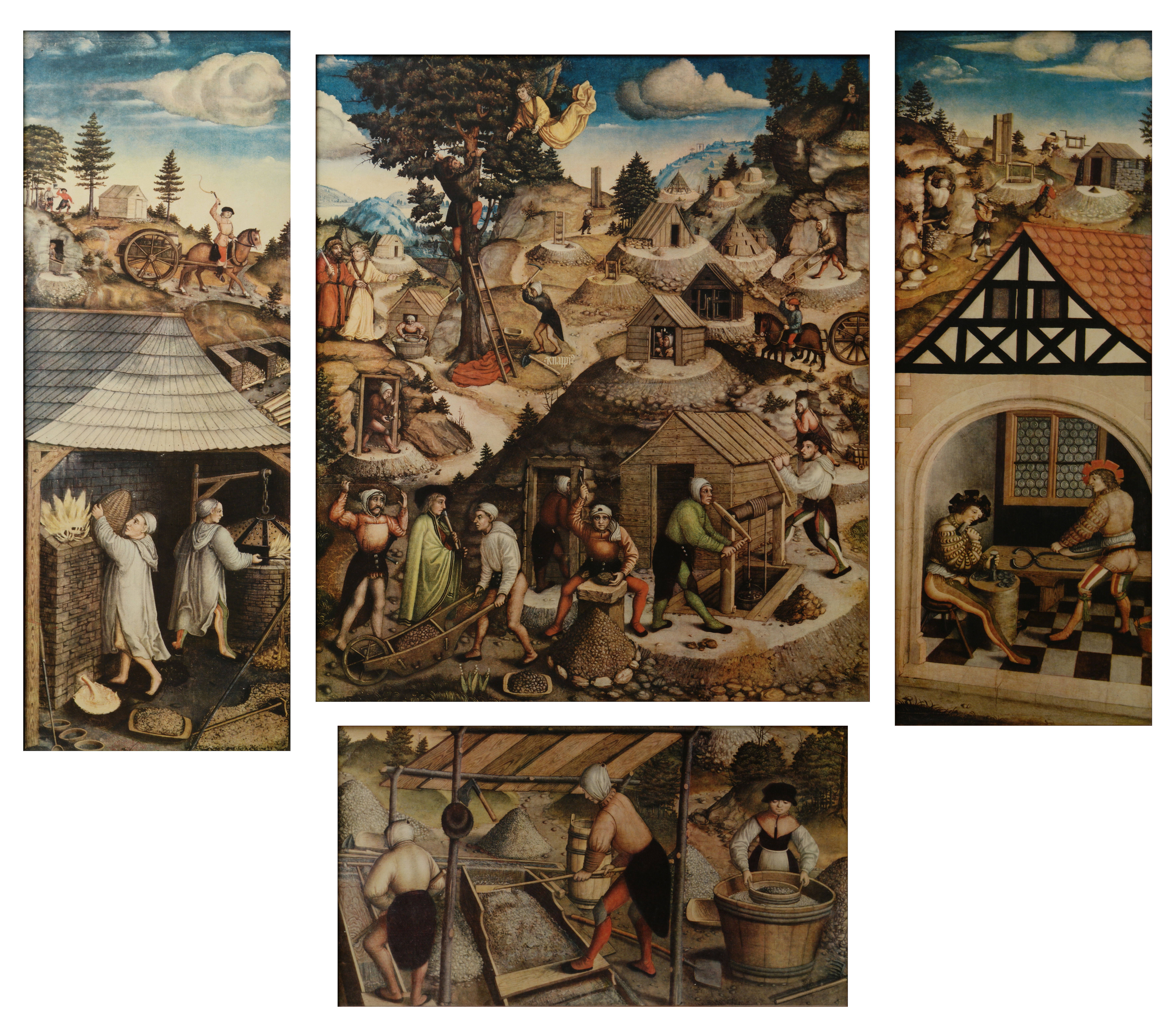
1522年的矿山图画

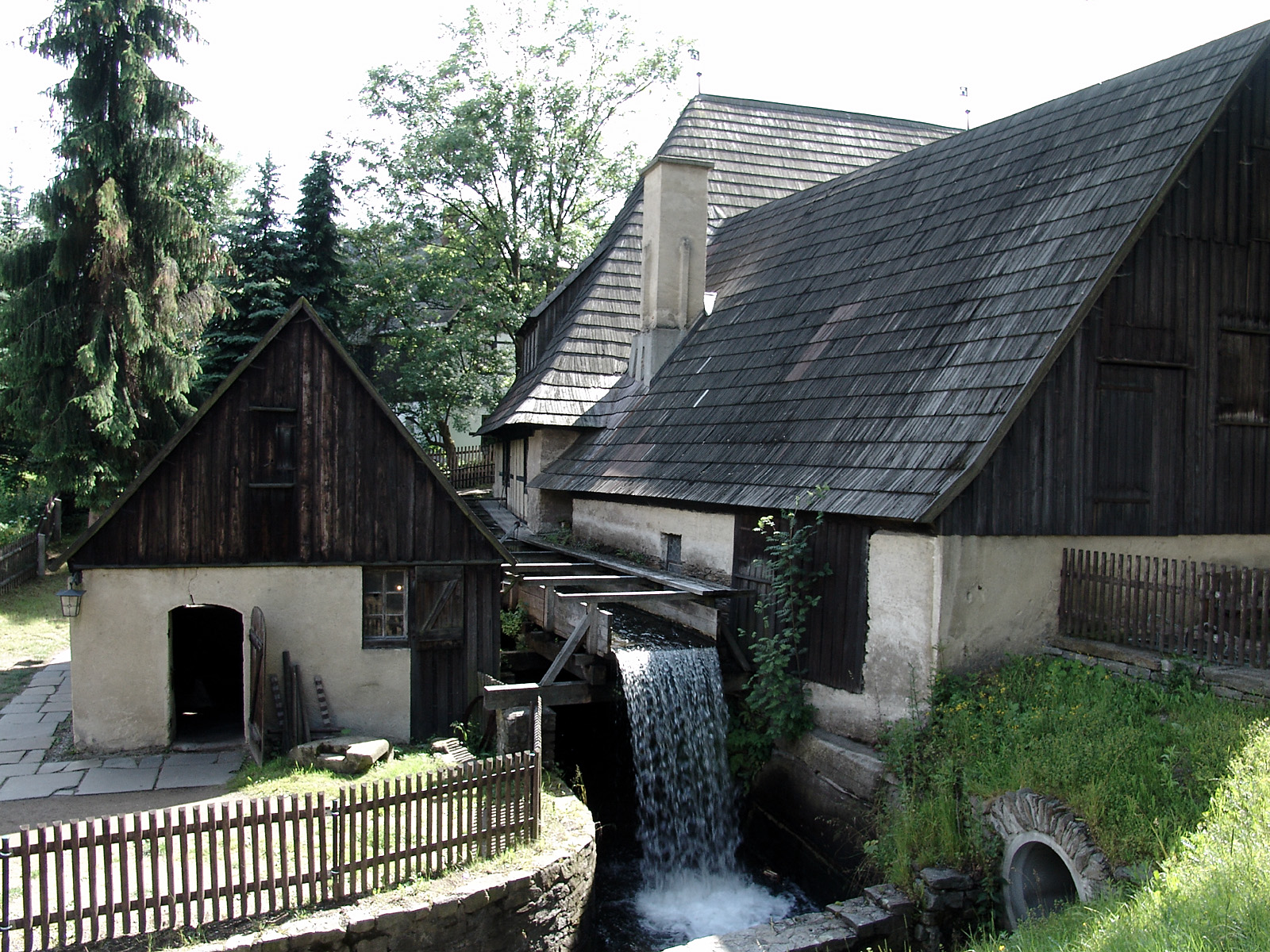
技术博物馆，中世纪的水力锤

厄尔士山脉的历史尤其受到经济，特别是矿山，的影响。
一开始尤其从波西米亚方向对厄尔士山脉的开发比较慢。由于当地气候冷，植物生长期短，因此对种植农作物不利。一开始的居民点全部位于山脚下，以及沿着河流的低谷中。
从12世纪开始厄尔士山脉的北边开始有人居住。1168年在今天的弗赖贝格附近发现了银矿。从此有许多人到这里来采矿。与此同时在波西米亚方面发现了锡矿。
13世纪只从北边沿波西米亚之路有居住区形成。在从弗赖贝格去往布拉格以及从哈雷去往布拉格的道路交叉的地方产生了塞达。13世纪后半页有玻璃厂在当地形成。由于当地有许多森林，对于玻璃厂非常有利。通过伐木玻璃厂需要的大量木头可以得到满足。由于他们对玻璃制造拥有许多经验，因此瓦尔德萨森修道院的僧侣来到厄尔士山脉。但是随着矿山的兴旺玻璃制造逐渐丧失了其重要性。
14世纪从波希米亚方向也开始进行采矿。当时有一份波西米亚国王与奥瑟克修道院院长的一份合同遗留下俩，两人分矿山的赢利。波西米亚矿城克鲁普卡的名称来自于锡粒。
15世纪在施内贝格、安娜贝格和亚希莫夫发现了更丰富的矿床。许多人参加淘金热迁居厄尔士山脉。在整个厄尔士山脉短时期内在新发现的矿床附近出现了众多新的、按计划性排列的城市。典型的例子有马林贝格、上维森塔尔等。但是当时冶炼的只有银和锡的矿石。当时厄尔士山脉的银矿是使得萨克森非常富的原因。在当地的矿山城市里银子被铸成银币。尤其著名的是当地铸的塔勒。胡斯战争结束后在波西米亚经济也发展迅速。
16世纪里厄尔士山脉成为中欧矿业的中心。越来越多的人到这里来，萨克森侧的人口增长迅速，波西米亚侧也有大量移民，尤其许多德国矿工在厄尔士山脉定居。

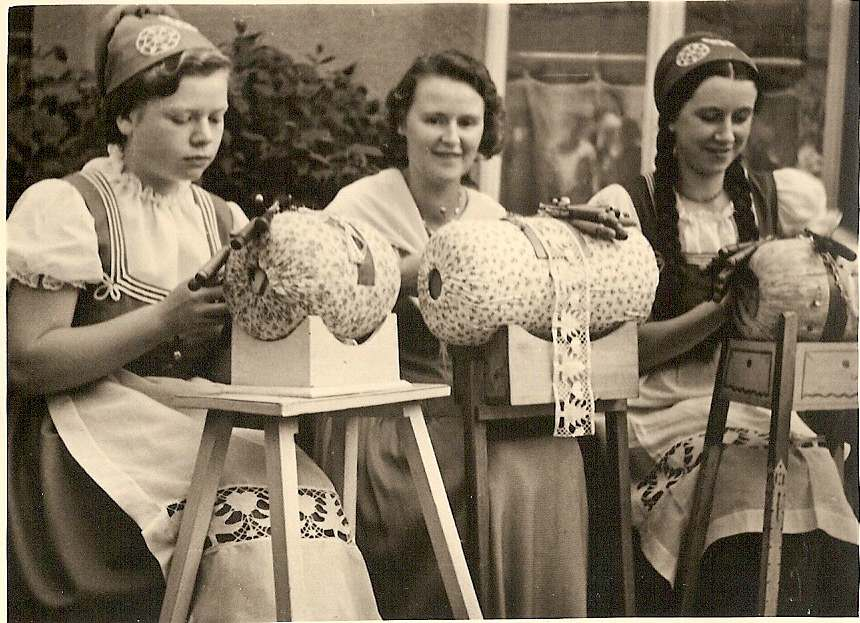
刺绣女工，1936年

在斐迪南二世的统治下在1624年和1626年之间波希米亚被完全重新天主教化。许多波西米亚的新教徒逃到萨克森选帝侯国。许多波希米亚村庄因此荒废，而在萨克森侧则形成了新的居民点。
17世纪，尤其是在三十年战争后厄尔士山脉的矿业几乎完全停止。由于老矿山骤减，而新矿脉没有被发现，因此当地的经济转向。但是农业的收成不好，而矿山关闭后对木材的需求也降低。因此此时许多居民已经转向纺织业。但是由于纺织业也很有限，因此尤其在东厄尔士山脉逐渐形成了木材工业和玩具制造业。由于1560年选帝侯奥古斯特发布的一条法令萨克森的木材工业必须从波西米亚进口木材，而萨克森的木材仅供矿业使用。由于工业的衰落许多人也有移民德国内地或者波希米亚。
鈷藍色被发现后矿业又兴起。尤其在施内贝格有钴被开采，这里开采的钴在国有蓝色厂中被加工为钴蓝。由于这个工厂能够长期保护其生产秘密，它几乎在此后的一百年中得以保持其世界垄断地位。约从1820年开始也开始开采铀矿。当时铀矿主要用来给玻璃着色。
19世纪末矿业又逐渐停止了。虽然矿井越来越深，但是由于排水的费用也越来越高，因此从19世纪中开始当地矿山的开采量就已经开始降低了。为了将山脊的水及时排掉还修了沟渠。只有少数矿山能够长期盈利。1871年德意志引入金本位，银子的价格大跌，整个厄尔士山脉的银矿全部进入亏本状态。即使个别矿山发现高藏矿脉，以及所有矿山国有化也未能扭转这个举世。1913年最后一个银矿关闭。
在第一次世界大战和第二次世界大战中为了赢得原材料厄尔士山脉的矿山又被复活。在纳粹德国时期这里又开始开采银矿。此后在东木制品和玩具制造业又成为重要经济来源。在格拉苏蒂钟表业很兴旺。在西厄尔士山脉还有机械制造和纺织业。
1945年前约阿希姆斯塔尔的矿山是世界上唯一的一座铀矿。玛丽亚·居里使用这里的铀发现了钋和镭。1930年代末核裂变被发现后军事工业开始对铀矿感兴趣。1938年德国吞并苏台德地区后所有的铀生产全部被用来研制核武器。1945年美国在日本使用原子弹后苏联也开始迅速发展核武器。苏联使用铋厂为代号开始在厄尔士山脉开采铀矿。数千人移居厄尔士山脉。在波西米亚侧和东德侧苏联均开采铀矿。直到1991年还有铀矿被开采。
1168年在弗赖贝格开始的矿山于1968年在800年后全部被关闭。在阿尔滕贝格和埃伦弗里德尔斯多夫1991年还有锌、铅和锡矿开采。到1990年代初当地还有矿山冶炼。在奧厄等地有过镍的冶炼。1980年代里在寻找新的铀矿时在西厄尔士山脉发现了新的、非常富饶的锡矿脉。当时进行的测试性开采今天是欧洲最大的锡矿洞。另一个锡矿开采地是西厄尔士山脉的赛芬。今天这里是木制品和玩具制造业的中心。这里出产木制的吸烟小人、胡桃夹子等。20世纪后期在茨维考等地还有烟煤开采。
800多年前厄尔士山脉还几乎完全被森林覆盖，但是通过矿山和移民今天几乎整座山脉完全是文化景观了。即使在高处人口密度也相当高。奥泊维森塔尔是德国高度最高的城市，邻近的捷克城市则是中欧高度最高的城市。只有在道路不便、气候恶劣的山脊上还有大面积、连续的森林，但是这些森林丛18世纪开始也被林业开采使用。从12世纪开始由于矿山和冶炼厂的需要森林被大面积砍伐。从18世纪开始鼓励使用煤来保护森林。从19世纪开始在个别地方就已经发现树木因为冶炼厂的烟雾受损，早在1960年代里在一些地方就已经出现了森林梢枯病。

### 旅游

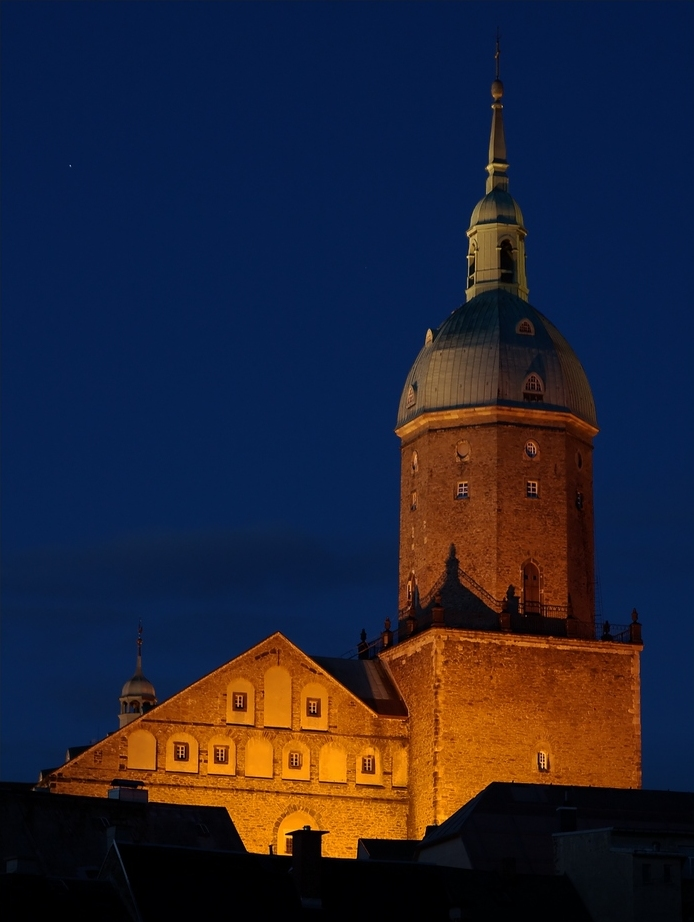
安娜贝格-布赫霍尔茨，圣安娜教堂

19世纪多个厄尔士山脉的山口修成大路，而且在高处也通铁路后当地开始有旅游业。在高处的许多地方形成旅馆和观景塔。滑雪运动员也喜欢当地降雪的可靠性。今天当时建成的蒸汽机车铁路还吸引许多游人。1924年在菲希特尔峰修成了德国第一条索道，今天这条索道依然在运行。山脊徒步路是世界上最早形成的长距离徒步旅行道路之一。一开始这条路从厄尔士山脉一直通到利森山脉。今天厄尔士山脉上徒步旅行道路网密集。今天奥泊维森塔尔是最重要的冬季运动中心，此外沿整个山脊还有德国和捷克联合的长距离滑雪道路。
1990年修成了一条从茨维考到德累斯顿、跨越整座厄尔士山脉的旅游道路，路上有所有重要的景点，其中包括重要的矿山、技术和故乡博物馆、中世纪的矿山城市市中心及其重要的教堂等。此外在捷克和萨克森均有许多各个建筑时代风格的宫殿和城堡。
在圣诞节前厄尔士山脉的圣诞市场和游行拥有独特的传统，吸引许多短期旅游的人。
2007年在萨克森侧的厄尔士山脉共有960,953人过2,937,204夜。除大城市外厄尔士山脉是西萨克森最重要的旅游区，旅游业是当地重要的经济因素。

### 居民
按照不同的地区界限厄尔士山脉有80至120万居民。其中最大的城市在德国侧有弗赖贝格（4.3万人）、安娜贝格-布赫霍尔茨（2.3万人）、施瓦岑贝格（1.9万人）和奧厄（1.8万人），在捷克侧有特普利采（5.2万人）、霍穆托夫（5.1万人）、莫斯特（6.8万人）和卡罗维发利（5.2万人）。数世纪来厄尔士山脉是欧洲人口密度最高的山区，其原因是当地的矿山。大城市大多位于南麓。在北麓从西向东人口密度不断降低。在德国侧两德合并后人口数量平均降低了10%至15%，其原因是当地的经济困难。2004年德国侧的人口密度为每平方公里210人（相当于德国的平均人口密度），但是其趋势继续下降。

### 宗教
在萨克森侧约42%的居民属于信義宗。除此之外在西厄尔士山脉还有其它传统的独立新教教会也相当强大。在波希米亚侧其居民主要是天主教徒。德国的两个耶穌基督後期聖徒教會庙宇之一位于弗赖贝格。

### 文化

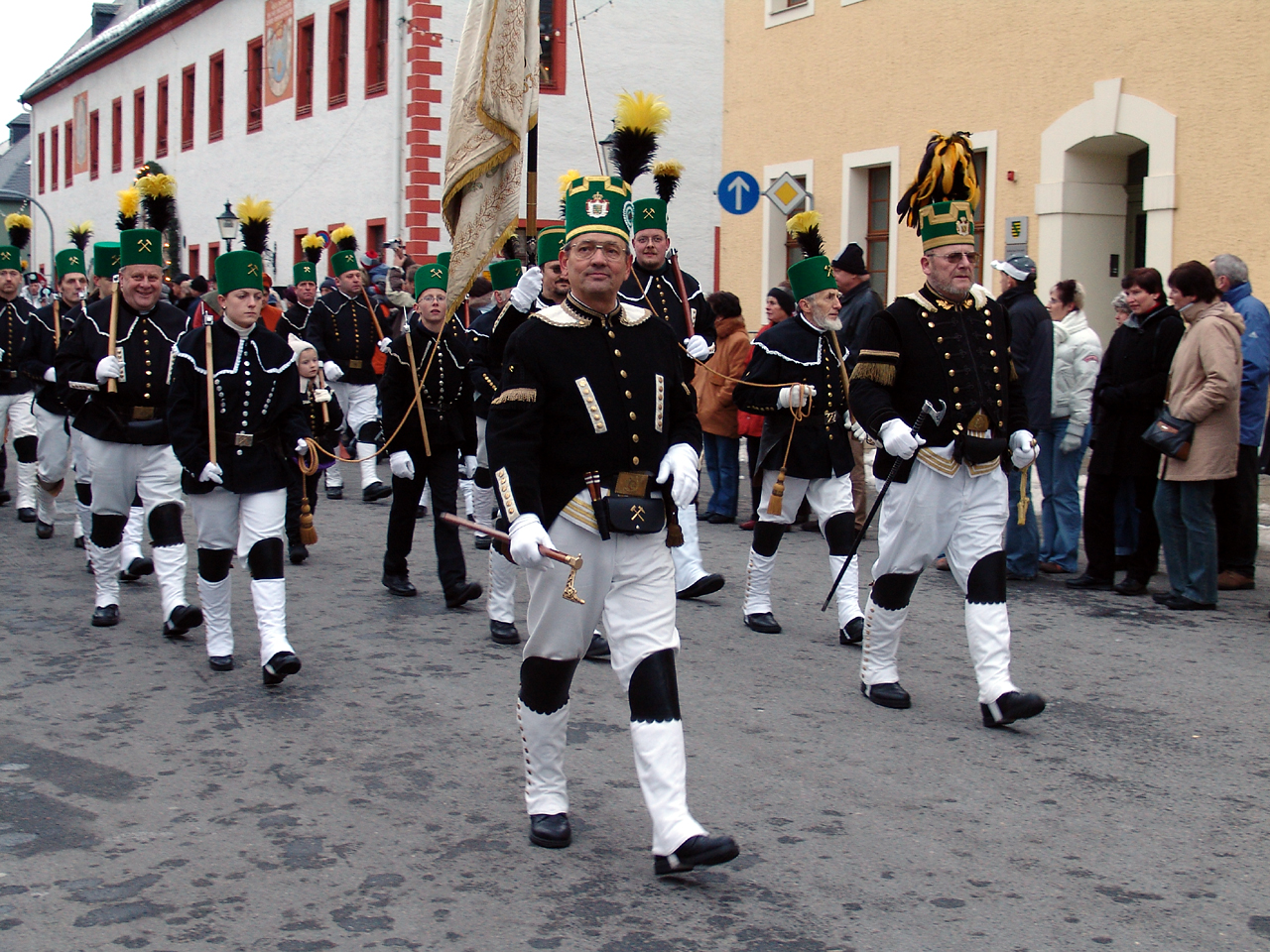
马林贝格的游行

厄尔士山脉的文化深深受从中世纪开始进行的采矿。
厄尔士山脉有自己的方言，它属于上德方言和中德方言的过渡区，因此它本身各处也不完全一样。
厄尔士山脉圣诞节时期的传统非常出名，比如吸烟小人、核桃夹子等圣诞节装饰品。当地许多地方也有专门的城市和房屋装饰。
除圣诞市场外还有现代的游乐场。
厄尔士山脉的食品简单，但是传统很长。
从2006年开始厄尔士山脉争取成为世界遗产。